# Lonchothrix emiliae
Genre
Espèce
Statut de conservation UICN

 LC  : Préoccupation mineure
Lonchothrix emiliae est la seule espèce du genre monospécifique Lonchothrix, un genre de mammifères rongeurs de la famille des Echimyidae qui regroupe certains rats épineux.
Cette espèce et ce genre ont été décrits pour la première fois en 1920 par le zoologiste britannique Michael Rogers Oldfield Thomas (1858-1929).  